# J. Ann Tickner
J. Ann Tickner (* 1937) ist eine amerikanische Politikwissenschaftlerin, die zu feministischen Theorien Internationaler Beziehungen forscht. Sie ist derzeit 'Distinguished Scholar in Residence' an der School of International Services der American University in Washington DC.
Zuvor war sie Professorin für Internationale Beziehungen an der University of Southern California in Los Angeles. Ihre Forschungsinteressen konzentrieren sich auf Theorien der Internationalen Beziehungen (v. a. auf die Auseinandersetzung mit dem Konstruktivismus und Realismus/Neorealismus), sowie auf feministische Perspektiven zur Sicherheitspolitik, v. a. bezogen auf den Kalten Krieg und das Ende der Blockkonfrontation.

## Biografie
Tickner promovierte 1983 an der Brandeis University, zuvor hatte sie an der Yale University und der University of London Internationale Beziehungen und Geschichte studiert. Sie arbeitete in den 1980ern und 1990ern als Gastforscherin und als Fellow an zahlreichen namhaften Universitäten; so etwa am Center for International Affairs der Harvard University, an der London School of Economics, sowie an der Brown University, bevor sie 1995 an die University of Southern California berufen wurde. Von 2006 bis 2007 war sie Präsidentin der International Studies Association. Sie ist Reihenherausgeberin der Oxford Series in Gender and International Relations bei Oxford University Press. Tickner erhielt Ehrenprofessuren der University of Wales und der Universität Uppsala. Sie war mit dem Politikwissenschaftler Hayward R. Alker verheiratet.

## Werk
Tickners Werk umfasst mehrere Monografien und zahlreiche Artikel in einschlägigen politikwissenschaftlichen Fachzeitschriften. Tickners Forschungsbeitrag besteht insbesondere darin, auszuloten, wie Theorien Internationaler Beziehungen feministisch reformuliert werden können. Sie kritisiert hierbei positivistische Ansätze, da sie auf der Grundlage feministischer und poststrukturalistischer Epistemologiekritik es für geboten hält, feministische Perspektiven gezielt sichtbar zu machen und einen solchen Standpunkt entgegen einem Neutralität-Postulat offenzulegen, und steht daher für eine 'starke Objektivität’ ein. Sie hat sich hierbei anfangs v. a. mit dem Menschenbild, Akteurskonzept und der Konzeptualisierung des internationalen Systems im Morgenthau’schen Realismus und Neorealismus auseinandergesetzt und wurde hierbei durch die Wissenschaftskritik von Evelyn Fox Keller entscheidend beeinflusst. Ihre späteren Arbeiten beschäftigen sich mit dem Sicherheitsdilemma und der Friedenssicherung im internationalen System nach dem Ende des Kalten Krieges. Zudem hat sie feministische und post-positivistische Interventionen während der 'Dritte Debatte' in den Internationalen Beziehungen geleistet. Ihre jüngsten Arbeiten nehmen zusehends auch Bezug auf postkoloniale Ansätze.

## Werke

### Bücher
- A Feminist Voyage Through International Relations, Oxford University Press, 2014.
- Feminism and International Relations: Conversations about the Past, Present and Future, hg. mit Laura Sjoberg. Routledge, 2011.
- Gendering World Politics: Issues and Approaches in the Post-Cold War World, Columbia University Press, 2001. Translated into Russian 2006 (Kulturnaja Revolutcia Publishers).
- Gender in International Relations: Feminist Perspectives on Achieving Global Security, Columbia University Press, 1992 (pbk.1993): übersetzt ins Koreanisch, 2001 und Japanische, 2005 (Iwanami Shoten Publishers).
- Self-Reliance Versus Power Politics: American and Indian Experiences in Building Nation-States, Columbia University Press, 1987

### Artikel
- “Revisiting IR in a Time of Crisis: Learning from Indigenous Knowledge” International Feminist Journal of Politics, 17:4, 2015.
- “You Just Don't Understand: Troubled Engagements Between Feminists and IR Theorists.” International Studies Quarterly, vol.41, 1997.
- “Hans Morgenthau’s Principles of Political Realism: A Feminist Reformulation,” Millennium: Journal of International Studies, vol.17:3, 1998.